# Звезда (футбольный клуб, Иркутск)
«Звезда́» — российский футбольный клуб из города Иркутска. Существовал в 1957—2008 годах.

## Названия
- 1957—1959 — «Энергия».
- 1960 — «Машиностроитель».
- 1961—1967 — «Ангара».
- 1968—1973 — «Аэрофлот».
- 1974—1975 — «Авиатор».
- 1992—1993 — «Звезда-Юнис-Сиб».
- 1976—1991, 1994—2008 — «Звезда».

## История
Клуб образован в 1957 году на базе «Иркутскгэсстроя». В чемпионатах СССР и России команда выступала под названиями «Энергия», «Ангара», «Машиностроитель», «Аэрофлот», «Авиатор». «Звезда» — с 1976 года. Домашние матчи проводила на стадионе «Труд». В последние годы местом проведения домашних встреч являлись также стадионы им. 25-летия Бурятской АССР (Улан-Удэ), «Химик» (Усолье-Сибирское), «Зенит» (Иркутск). С сезона 2007 команда проводила домашние матчи на стадионе «Локомотив» (ул. Боткина).
В советское время клуб выступал в классе «Б» (второй по силе дивизион), позднее — во второй (третьей по силе) лиге.
В 1992—1996 годах команда выступала в первой лиге России. В Кубке России (1994/95) в 1994 году «Звезда» встречалась в 1/8 финала во Владикавказе с местным «Спартаком», ставшим через год чемпионом России, и уступила 0:3. Перед этим иркутяне обыграли другую команду высшей лиги — «Динамо-Газовик», которой в то время руководил Эдуард Малофеев, со счётом 1:0. В сезоне 1995 года «Звезда» за счёт отлично проведённой второй половины чемпионата сумела финишировать на 4-й позиции, что является лучшим результатом в истории команды. 4 очка отделили иркутян от занявшего 3-е место и вышедшего в высшую лигу «Зенита» (Санкт-Петербург).
На следующий год «Звезда» утратила свои ведущие позиции в сибирском футболе и выбыла во вторую лигу. После этого практически во всех турнирах второй лиги «Звезда» называлась в числе основных претендентов на повышение в классе, но ни разу не сумела финишировать выше третьего места. В 2004 году, несмотря на итоговое 4-е место, сразу четверо иркутян были признаны лучшими футболистами зоны «Восток».
В 2004 году улан-удэнец и двое иркутян (воспитанников клуба) 1987 года рождения стали чемпионами России среди игроков своего возраста в составе сборной Сибири — Владимир Гранат, Алексей Ющук, Дмитрий Пытлев. В сезоне 2005 трое иркутян — Владимир Гранат, Максим Зюзин и Андрей Ещенко были приглашены в состав олимпийской сборной России. Все трое перебрались в клубы премьер-лиги и первого дивизиона, а Ещенко и Гранат играли в молодёжной сборной России. Также четверо воспитанников «Звезды» Алфёров Р., Щербаков А.,Мясников Д.,Зобнин Р.,номинировались на звание «Лучший юный игрок Восточной Сибири»
В сезоне-2006 «Звезда» отменно провела всю турнирную дистанцию в дивизионе «Восток» и досрочно, за три тура до финиша, завоевала первое место и путёвку в первый дивизион, после чего команда стала также обладателем Кубка ПФЛ.
Первый сезон в новом турнире команде удался — она финишировала на 11-м месте, удачно играла с лидерами, победив победителя первенства, «Шинник» (Ярославль), на его поле и обыграв в Иркутске «Терек» (Грозный). Зимой состав команды снова серьёзно обновился, а трое футболистов перебрались в клубы премьер-лиги: Николай Жиляев перешел в пермский «Амкар», а Денис Глушаков и Никита Денисов вернулись из аренды в «Локомотив».

### 2008 год
Сезон 2008 года стал для клуба последним и самым сложным в его истории.
В январе главный тренер команды Фаиль Миргалимов не смог сдать экзамены на категорию «А» и лишился права руководить командой первого дивизиона. 19 января новым наставником команды был назначен Александр Ивченко, который приступил к работе и вылетел в Турцию, где «Звезда» уже проводила первые сборы. Через четыре дня без объяснения причин Ивченко был уволен со своего поста. Главным тренером был назначен Сергей Алексеевич Муратов (долго работавший с командой в 80-х и 90-х, под его руководством сибиряки заняли 4-е место в первой лиге, ставшее лучшим результатом в истории клуба), но фактическое руководство командой по-прежнему принадлежало Миргалимову.
27 августа 2008 года на 61-м году жизни Муратов скончался. Он работал на посту главного тренера «Звезды» более 20 лет, и под его руководством команда провела более 600 матчей.
16 августа в гостевом матче с «Уралом» «Звезда» после перерыва осталась без вратарей — Илья Горшков неудачно упал и сломал руку, а другие вратари уже были отпущены руководством клуба свободными агентами в обмен на отказ от финансовых претензий. В ворота встал защитник Виталий Мараховский и пропустил три мяча. После этого в воротах играли защитник Дмитрий Грачёв — матч «Сибирь» — «Звезда» (19 августа, 5:0) и полузащитник Александр Скворцов — «Звезда» — «Металлург-Кузбасс» (26 августа, 1:3) и «Звезда» — «Динамо» Барнаул (29 августа, 5:1).
11 сентября 2008 года на совещании, состоявшемся в администрации Иркутской области, было принято решение о начале процесса ликвидации государственного автономного учреждения «Футбольный клуб „Звезда“ Иркутск». Главной причиной решения стала «невозможность функционирования профессионального футбольного клуба в рамках государственного учреждения». Однако документов о том, что «Звезда» снимается с первенства, в ПФЛ предоставлено не было. Долгое время не был подписан и приказ о ликвидации. Команда продолжила участие в турнире первого дивизиона, хоть и уже тогда утратила возможность сохранить место в нём на будущий год. При этом руководители и учредители команды фактически от неё отказались, отстранившись от решения всех вопросов жизнедеятельности «Звезды».
2 октября КДК РФС в связи с неявкой «Звезды» на календарный матч со «СКА-Энергией» (Хабаровск) засчитал ФК «Звезда» техническое поражение — 0:3, а 18 октября снял с клуба 6 очков за нарушение срока оплаты задолженности перед московским «Локомотивом» за переход на условиях аренды Семёна Фомина.
Не только иркутские болельщики пытались поддержать «Звезду». О своей поддержке заявил совет ПФЛ, руководству клуба направили свои письма с протестом против ликвидации клуба болельщики новороссийского «Черноморца» и краснодарской «Кубани». 22 октября клуб заявил, что не сможет прибыть во Владикавказ и Пятигорск на матчи с «Аланией» и «Машуком-КМВ» соответственно. 28 октября учредителями был зачитан приказ о начале процедуры ликвидации ОГАУ ПФК «Звезда». 31 октября 2008 КДК РФС официально снял команду с розыгрыша первого дивизиона и засчитал ей технические поражения со счётом 0:3 как в двух вышеупомянутых гостевых матчах (за неявку), так и в оставшихся двух матчах турнира. 21 ноября 2008 КДК снял с команды 12 очков в связи с неисполнением обязательств перед «КАМАЗом» по трансферным контрактам за переходы Карена Оганяна и Александра Алхазова.
Решением Совета Профессиональной футбольной лиги от 27.11.2008 футбольный клуб «Звезда» (Иркутск) исключён из членов (участников) ПФЛ.

В феврале 2009 года Виталий Мутко, резко высказавшись по вопросу об исчезновении футбольных клубов в России, упомянул и «Звезду»:
Умирают те клубы, которые не имеют никакой социальной основы, во главе которых стоят нечестные люди. <…> Иркутская «Звезда» умирает, но 10—15 миллионов тратит на вознаграждение. Менеджеры клубов — порой в сговоре с главными тренерами — занимаются бизнесом за счет денег, которые дают губернаторы. Это не воровство, это, к сожалению, из области морали.

### Результаты выступлений в первенствах России
| Сезон | Дивизион                       | Место | И  | В  | Н | П  | М     | О  | Кубок |
| ----- | ------------------------------ | ----- | -- | -- | - | -- | ----- | -- | ----- |
| 1992  | Первая лига, зона «Восток»     | 6     | 30 | 13 | 8 | 9  | 39–28 | 34 | 1/32  |
| 1993  | Первая лига, зона «Восток»     | 5     | 30 | 16 | 5 | 9  | 51–38 | 37 | 1/128 |
| 1994  | Первая лига                    | 14    | 42 | 15 | 9 | 18 | 57–64 | 39 | 1/8   |
| 1995  | Первая лига                    | 4     | 42 | 23 | 4 | 15 | 61–50 | 73 | 1/64  |
| 1996  | Первая лига                    | 20    | 42 | 10 | 8 | 24 | 31–63 | 38 | 1/64  |
| 1997  | Вторая лига, зона «Восток»     | 4     | 34 | 18 | 8 | 8  | 44–27 | 62 | 1/64  |
| 1998  | Второй дивизион, зона «Восток» | 3     | 30 | 16 | 8 | 6  | 43–13 | 56 | 1/128 |
| 1999  | Второй дивизион, зона «Восток» | 8     | 30 | 13 | 7 | 10 | 37–31 | 46 | 1/32  |
| 2000  | Второй дивизион, зона «Восток» | 3     | 24 | 11 | 7 | 6  | 43–27 | 40 | 1/32  |
| 2001  | Второй дивизион, зона «Восток» | 14    | 28 | 8  | 3 | 17 | 22–43 | 27 | 1/128 |
| 2002  | Второй дивизион, зона «Восток» | 9     | 30 | 14 | 6 | 10 | 35–30 | 48 | 1/64  |
| 2003  | Второй дивизион, зона «Восток» | 4     | 24 | 12 | 7 | 5  | 39–18 | 43 | 1/16  |
| 2004  | Второй дивизион, зона «Восток» | 5     | 27 | 14 | 4 | 9  | 36–26 | 46 | 1/64  |
| 2005  | Второй дивизион, зона «Восток» | 5     | 30 | 13 | 5 | 12 | 42–34 | 44 | 1/64  |
| 2006  | Второй дивизион, зона «Восток» | 1     | 36 | 28 | 5 | 3  | 92–24 | 89 | 1/128 |
| 2007  | Первый дивизион                | 11    | 42 | 16 | 8 | 18 | 60–47 | 56 | 1/32  |
| 2008  | Первый дивизион                | 22    | 42 | 8  | 5 | 29 | 36–95 | 11 | 1/32  |

## Достижения и рекорды
- Победитель зоны «Восток» Второго дивизиона: 2006
- Обладатель Кубка ПФЛ: 2006
- Лучший результат в первой лиге: 4-е место (1995)
- Самая крупная победа: 9:0 — «Кузбасс-Динамо» (Кемерово), 2006.
- Лучшие бомбардиры: Юрий Зуйков (123 мяча), Вячеслав Рудаков (113).
- Лучший бомбардир за сезон: Юрий Зуйков — 31 мяч (1979)
- Наибольшее число матчей: Вячеслав Рудаков (494).
- На чемпионате мира 2014 в Бразилии среди игроков сборной России было 2 воспитанника ФК «Звезда»: Андрей Ещенко, Владимир Гранат[10].